# وزارت منابع آب و محیط زیست (الجزایر)
وزارت منابع آب و محیط زیست (انگلیسی: Ministry of Water Resources and Environment) یکی از وزارت‌خانه‌های الجزایر می‌باشد که مسئول امور مربوط به آب و محیط زیست در دولت الجزایر است. مقر این وزارت‌خانه در قبه در الجزایر است.
طی سال‌های ۲۰۱۷ و ۲۰۱۸ در بخش منابع آب در دوره حسین‌ نسیب وزیر منابع آب بیش  از ۱۵۰ پروژه حیاتی شامل لوله‌کشی، آبرسانی برای کشاورزی و طرح‌های مربوط به فاضلاب اجرا شد.